# 生物物质

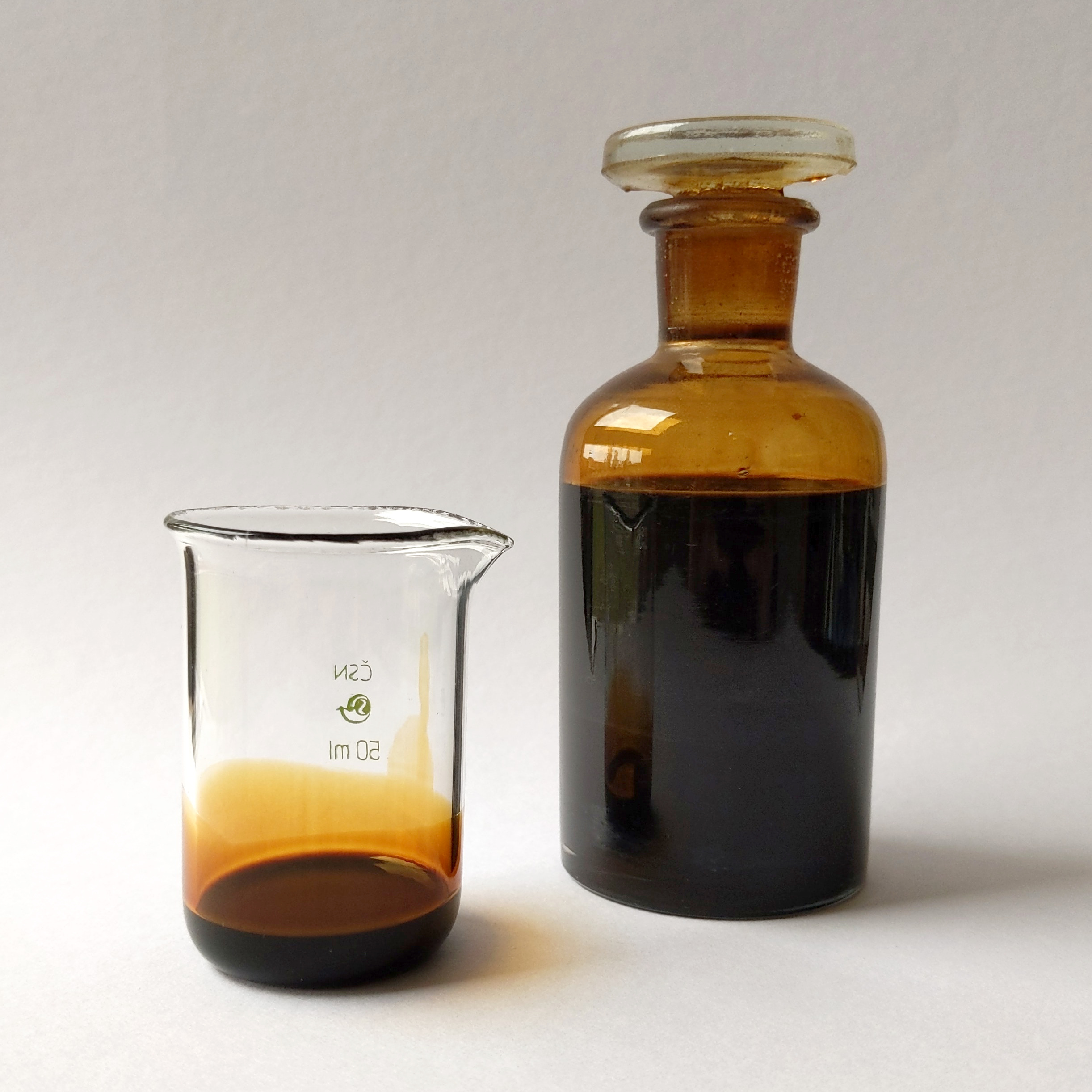
原油，一种转化而来的生物物质

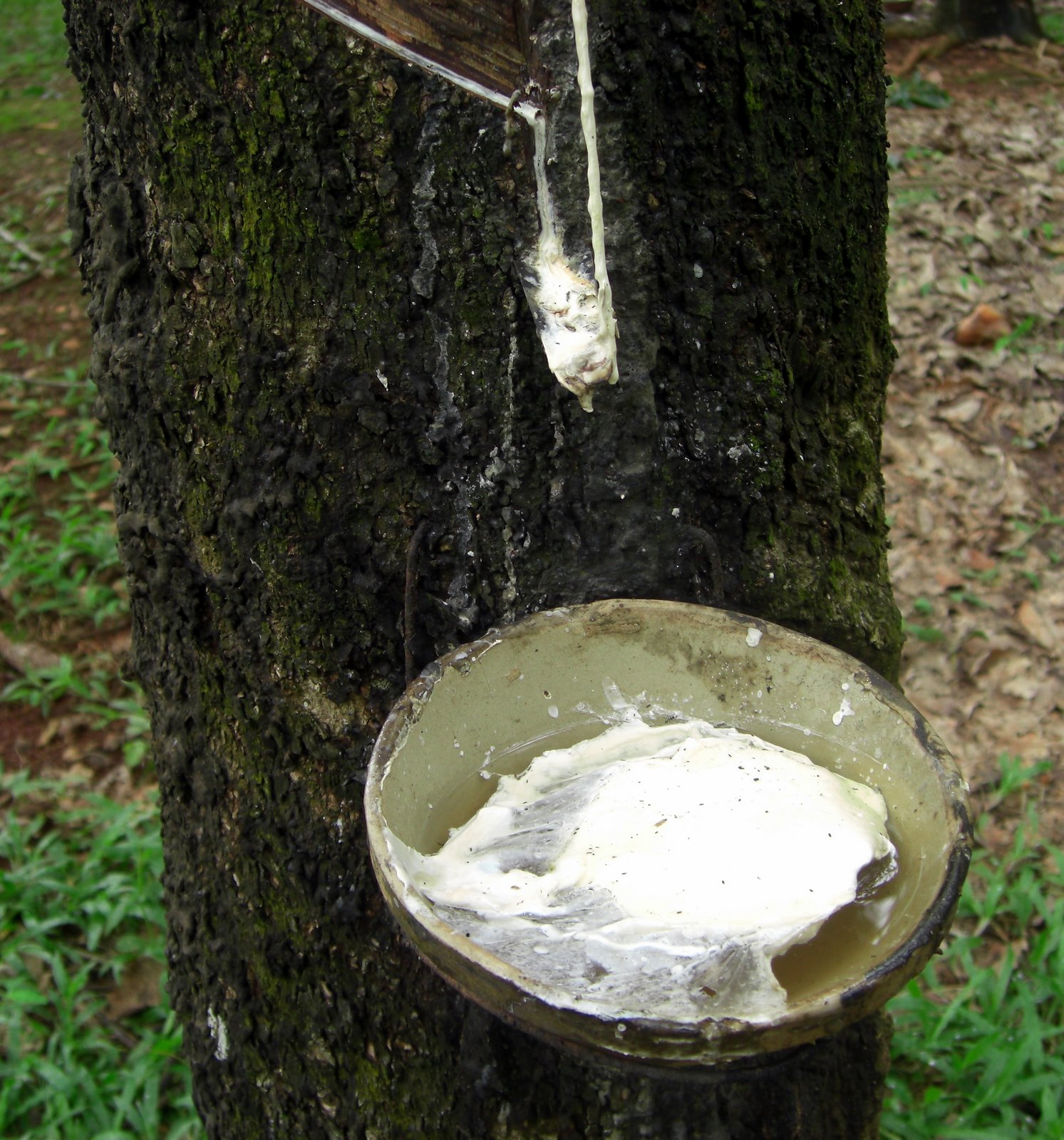
天然树胶，一种来自橡胶树的分泌物

生物物质（英語：biogenic substance）是由生物或是生物的产物制成的产品。虽然该术语最初仅用于指代对生物体有害的代谢产物 ，但如今它的用法已经远远超出了这一定义。它涵盖了植物或动物的所有组成、分泌物和代谢产物。在分子生物学的语境下，生物物质也被称为生物分子，人们通常使用色谱和质谱技术对它们进行分离和测量。亦可以模拟生物物质在环境中的流动与转化，尤其是它们在水流中的传输。
在地质学和生物化学领域，研究者十分注重对生物物质的观察与测量。在地质沉积中，有很大一部分的异戊二烯和脂肪酸都来自于植物的叶绿素，有些样本的历史甚至可以追溯到前寒武纪时期。有些生物物质可以经受成岩过程并保持稳定，而另一些则会在这一过程中发生转化。这些生物标志可以帮助地质学家确定岩石样本的年龄、起源和形成过程。
自20世纪60年代以来，海洋生物化学领域也兴起了对生物物质的研究，它们包括对生物物质在海洋中的产生、传输和转化的调查，以及将其用于工业生产的构想。在海洋环境中，很大一部分生物物质是由包括蓝藻在内的微型和大型藻类产生的。由于其抗菌的特性，它们是目前工业（如防污漆）和医学的研究对象。